# Дюма, Жорж
Жорж Дюма (фр. Georges Dumas, 6 марта 1866, Лединьян — 12 февраля 1946, там же) — французский психолог и врач.
Дюма всю жизнь считал себя духовным сыном и наследником Рибо и посвящал ему все свои книги. Он получает философское и медицинское образование. Дюма становится преемником Жане на курсе по экспериментальной психологии в Сорбонне, а также создает с ним Французское Общество психологии в 1901 году и «Журнал нормальной и патологической психологии» в 1904 году.
Под влиянием Рибо, публикует работы по психологии аффективности, обращается к психологии эмоций.
Во время Первой мировой войны Дюма работал психиатром и впоследствии изложил свои наблюдения, накопленные за этот период, в "Troubles mentaux et troubles nerveux de guerre" (1919). Он связывает много психологических трудностей, возникающих на поле боя, с конституциональной склонностью. Дюма создает первые психологические лаборатории в Бразилии, а также Институт университета Парижа в Буэнос-Айресе.

## Основные научные работы
- «Léon Tolstoï et la philosophie de l’amour». Hachette, 1893 (рус. «Лев Толстой и философия любви»)
- «Les États intellectuels dans la mélancolie». Alcan, 1894.
- "Traduction avec préface de «„Les Émotions“» par Friedrich-Albert Lange". Alcan, 1896.
- «La Tristesse et la Joie». Thèse de doctorat ès lettres. Alcan, 1900.
- «Auguste Comte, thèse latine, critique». Alcan, 1900.
- «Préface de la traduction de La Théorie de l'émotion» par William James". Alcan, 1902.
- «Psychologie de deux messies positivistes: Auguste Comte et Saint-Simon». Alcan, 1905, Paris.
- «Le Sourire et l’expression des émotions». Alcan, 1906.
- «Névroses et psychoses de guerre chez les Austro-Allemands» en collaboration avec le Dr H. Aimé. Alcan, 1918.
- «Troubles mentaux et troubles nerveux de guerre». Alcan, 1919
- «Introduction à la psychologie». Son objet — Ses méthodes. Nouveau Traité de Psychologie. Tome I — Fascicule 4. Librairie Félix Alcan, 1936.
- «Les Fonctions systématisées de la vie affective et de la vie active». Alcan, 1939 Paris, 1939.
- «Le Surnaturel et les Dieux d’après les Maladies Mentales». Essai de théogénie pathologique. P. U. F 1946
- «La Vie affective, Physiologie — Psychologie — Socialisation». 1948. P. U. F.

## Книги о Жорже Дюма
- Une heure avec Georges Dumas. Entretiens avec Frédéric Lefèvre. Les Nouvelles Littéraires du 11 novembre 1933
- Georges Dumas 1866—1946. Société scientifique et littéraire d’Alès. 17 pages. 1946
- «La vie et l'œuvre de Georges Dumas», Henri Wallon. Tiré à part, extrait des Annales важную информацию-Psychologiques, n° 5, décembre 1946
- Georges Dumas, Ignace Meyerson. Journal de psychologie normale et pathologique. 1946, pp 7-10.
- Georges Dumas (1866—1946), le passeur. Stéphanie Dupouy. Mémoire по проблемам de licence, Université Paris V — René Descartes, 2000.
- Georges Dumas. In Histoire de la psychologie française, Naissance d’une nouvelle science. Serge Nicolas. In press édition. 2002. pp. 187—188
- «Georges Dumas, psychiatre de guerre». Stéphanie Dupouy in Vrai et faux dans la Grande Guerre. La Découverte 2004